# Binky
Binky es el caballo de la Muerte de Mundodisco y un personaje de la saga de novelas escritas por Terry Pratchett.

## Descripción
Es el más espléndido ejemplar equino que existe en el disco, blanco, de gran tamaño, ágil, resistente, muy leal y cariñoso a su amo.
En apariencia es solo otro caballo más, pero esto es solo por apariencia, y porque se ha impregnado de la capacidad de convertirse en un punto ciego en la percepción que posee su dueño. 
Binky se caracteriza por tener un color blanco más allá del blanco; ningún caballo, por magnífico que sea, se le puede comparar en calidad o capacidades; tanto tiempo sirviendo a su amo le ha dado capacidades que ningún otro ser posee. Es capaz de llegar al lugar que sea cuando sea, atravesar paredes y muchas cosas más.
A pesar de que se cree que puede volar, en realidad no posee tal capacidad, ya que no la necesita. Lo que realmente hace es ignorar parcialmente las leyes de la física y galopar en lo que él define como el nivel del suelo en ese momento.
Contrario a lo que por su nombre pueda pensarse (una referencia humorística a los caballos de las muñecas tipo Barbie), es un animal soberbio e imponente, más blanco que la nieve y de ojos color sangre que, cuando se mueve, ya sea por aire, mar o tierra, saca chispas con sus cascos. Poca gente se siente cómoda en su presencia, ya que tiene la costumbre de mirar a los ojos y las personas tienen la certeza de que es más inteligente que ellos, Su único defecto es la manía de comerse la vegetación de los lugares que visita; tal es así que al morir el Visir Nueve Espejos Giratorios en Continente Contrapeso, el palacio se quedó sin su bonsái de quinientos años.

## Origen
La llegada de Binky al servicio de la Muerte fue a causa de que en la antigüedad usaba, como lo amerita su imagen, esqueletos vivientes de caballos, pero lo abandonó porque se hartó de tener que detenerse durante los viajes a recoger los huesos y volvérselos a poner con alambre. Por ello adquirió a Binky, un caballo de excelente raza que se ha vuelto mejor con los cuidados de la Muerte, quien se caracteriza por ser un buen dueño. 

## Relación con otros personajes
Su herrero es Jason Ogg, pero ser el herrero de Binky es tanto un honor como una responsabilidad: el hierro de sus herraduras conserva algo del poder de la muerte, por lo que debe saber manejarse.
Aparte de Binky, en Mundodisco solo existen otros cuatro caballos con características parecidas a las suyas: el caballo de La Peste, El Hambre y el de La Guerra, además de un caballo que perteneció a Guerra pero que fue robado por la hija de Cohen el Bárbaro en el libro Rechicero, pero que ahora es de una anciana, por lo que no gusta de demostrar sus capacidades.